# Lenguas yugambeh-bundjalung
Yugambeh – Bundjalung, también conocido como Bandjalangic, es una rama de la familia de lenguas pama-ñunganas, que se habla en el noreste de Nueva Gales del Sur y Sureste de Queensland.
Yugambeh – Bundjalung fue históricamente un continuo de dialectos que constaba de una serie de dialectos, incluidos  Yugambeh, Nganduwal, Minjangbal, Njangbal (Nyangbal), Biriin, Baryulgil, Waalubal, Dinggabal, Wiyabal , Gidabal, Galibal y Wudjeebal. Las variedades lingüísticas del grupo varían en grado de inteligibilidad mutua, siendo en su mayoría ininteligibles las variedades en diferentes extremos del continuo. Estos dialectos formaron 4 grupos:
- Idioma Tweed-Albert (Yugambeh)
- Condamine-Upper Clarence (Githabul)
- Lower Richmond (Bundjalung oriental - Nyangbal, Minyangbal y Bandjalang propiamente dichos)
- Bundjalung occidental

Bowern (2011) enumera Yugambeh, Githabul, Minyangbal y Bandjalang como idiomas separados "Bandjalangic". Todas las lenguas Yugambeh-Bundjalung están casi extintas. Bandjalang propiamente dicho tiene el mayor número de hablantes: 113, mientras que los otros dialectos tienen un total de 26 hablantes.
El gowar y el pimpama pueden estar relacionados con las lenguas Bandjalangic en lugar de con las lenguas durubálicas.

## Nomenclatura
La cadena lingüística Yugambeh-Bundjalung es hablada por numerosos grupos sociales / culturales, algunos de los cuales históricamente han preferido identificarse con su nombre de dialecto particular, p. Ej. Githabul, Yugambeh, especialmente porque algunos grupos no ven variedades particulares como  'el mismo idioma' .
W.E.Smythe, un médico en Casino, conocía bastante bien la Bundjalung y notó que en su tiempo el idioma se hablaba ampliamente. Compiló una gramática del dialecto Casino en la década de 1940, creyendo erróneamente que estaba escribiendo una gramática para todo el grupo de idiomas. Al hablar del nombre del idioma, señaló:
Para el grupo lingüístico en su conjunto, he utilizado el término 'Bandjalang', con el que algunos pueden estar en desacuerdo. Entre la gente misma hay mucha confusión. Algunos dicen que el nombre tribal debería ser 'Beigal [Baygal]' (hombre, gente), otros que nunca hubo un nombre colectivo, mientras que otros afirman nuevamente que 'Bandjalang', además de ser el nombre específico de uno de los grupos locales, era también se utiliza como término de cobertura para todos. Por conveniencia, estoy haciendo lo mismo '.

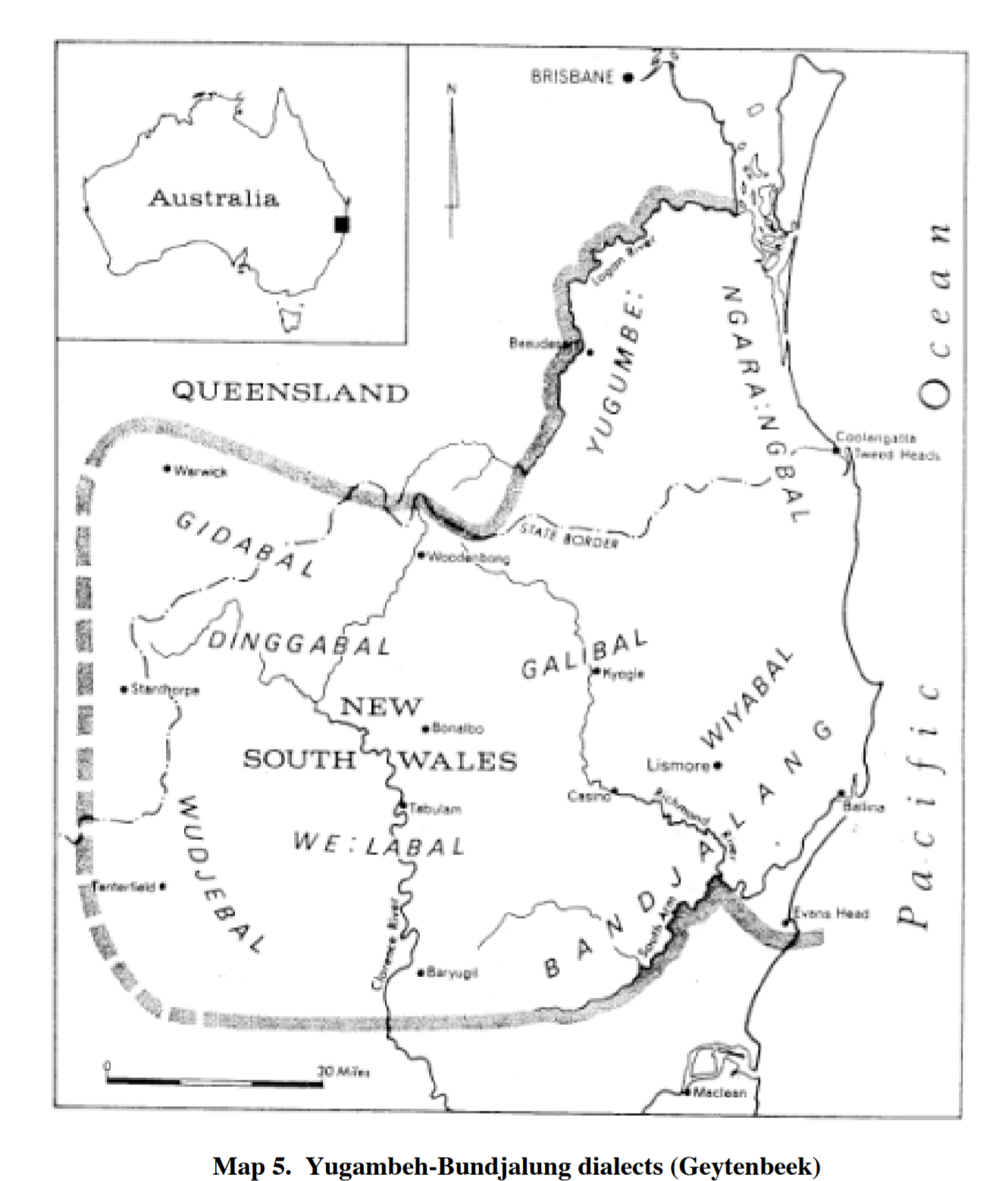
Mapa de dialectos descritos por Githabul en Woodenbong (Geyteenbeek)

A la confusión se suma el uso de múltiples nombres por diferentes grupos, es decir, lo que un grupo llama a otro puede no ser lo que se llama a sí mismo, o el nombre de un dialecto puede cambiar, p. Ej. A Terry Crowley se le dijo originalmente "Wehlubal" para el dialecto de Baryulgil, mientras que a un investigador posterior se le dio "Wirribi".
Las primeras fuentes de trabajo antropológico que datan de mediados a finales del siglo XIX no dan un nombre para toda la cadena lingüística, sin embargo, de las fuentes se desprende claramente que escritores particulares lo conocían, en la mayoría de los casos refiriéndose a él por su nombre de variedad local o con un descriptor como este idioma con una ligera variación .... No fue hasta principios del siglo XX, con el advenimiento de las Juntas de Protección Aborigen, que las fuentes no indígenas comenzaron a nombrar abiertamente grupos lingüísticos más amplios; en detrimento del dialecto local y los nombres de clanes que se incluyeron bajo el nombre elegido por la junta; La posición de Yugambeh-Bundjalung en la frontera QLD-NSW lleva a dos términos estándar Yugambeh / Yugumbir en el lado de Queensland y Bundjalung / Bandjalang en el lado de Nueva Gales del Sur. Fue por esta razón que Margaret Sharpe nombró a la cadena Yugambeh-Bundjalung, siendo los términos los más al norte y al sur respectivamente también.
Los pueblos modernos que hablan Yugambeh-Bundjalung a menudo conocen y usan los términos generales 'Yugambeh' y 'Bundjalung', algunos grupos junto con su propio nombre, p. Byron Bay Bundjalung - Arakwal. Como estas palabras también se refieren a dialectos individuales que algunos grupos se oponen a su uso, Crowley y Sharpe coinciden en que Yugambeh se refería al dialecto Beaudesert, también conocido por el nombre de clan Mununjali, y Bundjalung originalmente se refería al dialecto Bungawalbin Creek/Coraki, aunque el La gente de Tabulam afirma que es la Bundjalung original y usa Bandjalang en oposición.

## Distribución geográfica
Yugambeh-Bandjalang se habla en una amplia zona geográfica; el Océano Pacífico al este y la cuenca del Río Logan como límite norte, el  Río Clarence formando los límites sur y suroeste, y el Mesetas del Norte que marcan el límite occidental.
Muchos de los dialectos y ramas están confinados por características naturales como cuencas fluviales, cadenas montañosas y densos matorrales.

## Dialectos
"Yugambeh-Bundjalung" o simplemente "Bundjalung" se usa como un término de cobertura para la cadena del dialecto, así como para referirse a ciertos dialectos individuales. En el momento del primer asentamiento europeo a mediados del siglo XIX, los pueblos Yugambeh-Bundjalung de la costa norte de Nueva Gales del Sur y el sureste de Queensland hablaban hasta veinte dialectos relacionados. Hoy solo quedan unas nueve. Todos eran mutuamente inteligibles con los dialectos vecinos. Los dialectos forman grupos reconocibles que comparten características fonológicas y morfológicas, además de tener un mayor grado de inteligibilidad mutua.

### Grupos
| Condamine-Upper Clarence | Entre las cuencas de captación de Upper Condamine y Upper Clarence River | Galibal, dialecto de Warwick, Gidabal, Dinggabal | - | Bajo Richmond | Entre las cuencas de captación del río Lower Richmond y Lower Clarence | Nyangbal, Bandjalang, Wiyabal, Minyangbal | - | Clarence medio | Cuenca de Middle Clarence | Wahlubal, Dialecto de Casino, Birihn, Baryugil | - | Tweed-Albert | Entre las cuencas de captación de los ríos Logan y Tweed. | } |

#### Dialectos

##### Condamine – Clarence Alto
| #  | Coordenadas | Dialecto  | Áreas habladas                | Nombres Alternativos         |
| -- | ----------- | --------- | ----------------------------- | ---------------------------- |
| 1. |             | Kalibal   | área Kyogle                   | Dinggabal, Galibal, Gullybul |
| 2. |             | Dinggabal | área Tabulam                  | Dingabal, Dingga, Gidabal    |
| 3. |             | Gidabal   | área Woodenbong y Tenterfield | Githabul                     |
| 4. |             | Geynan    | área Warwick                  | Warwick dialect              |

##### Clarence Medio
| #  | Coordenadas | Dialecto        | Área hablada               | Nombres Alternativos           |
| -- | ----------- | --------------- | -------------------------- | ------------------------------ |
| 1. |             | Wahlubal        | Sur de Tabulam hasta Drake | Bandjalang, Western Bandjalang |
| 2. |             | Dialecto casino | área Casino area           | Bandjalang                     |
| 3. |             | Birihn          | área Rappville             | Bandjalang                     |
| 4. |             | Baryulgil       | área Baryulgil             | Bandjalang                     |

##### Richmond Bajo
| #  | Coordenadas | Dialecto          | Área hablada                        | Nombres Alternativos  |
| -- | ----------- | ----------------- | ----------------------------------- | --------------------- |
| 1. |             | Nyangbal          | área Ballina                        | Bandjalang            |
| 2. |             | Bandjalang Proper | área Bungwalbin Creek y área Casino | Bandjalang            |
| 3. |             | Wiyabal           | área Lismore                        | Wudjehbal, Bandjalang |
| 4. |             | Minyangbal        | área Byron Bay                      | Bandjalang, Arakwal   |

##### Tweed–Albert
| #  | Coordenadas | Dialecto   | Área hablada                  | Nombres Alternativos                           |
| -- | ----------- | ---------- | ----------------------------- | ---------------------------------------------- |
| 1. |             | Yugambeh   | Cuenca Logan y Albert         | Yugam, Yugambah, Minyangbal                    |
| 2. |             | Ngarangwal | Coomera & Nerang River basins | Nerang, Nerangbal, Yugambeh, Yugam, Minyangbal |
| 3. |             | Nganduwal  | Tweed River basins            | Yugambeh, Yugam, Ngandu, Minyangbal            |

## Diferencias dialectales
Hasta la década de 1970, todo el trabajo lingüístico y lingüístico hasta la fecha se había realizado sobre variedades individuales, con un importante trabajo gramatical realizado en  Githabul, Minyangbal, Yugambeh y el dialecto Casino.  Terry Crowley fue el primero en publicar un estudio del grupo lingüístico Bandjalangic más amplio, titulado 'Los dialectos Clarence medios de Bandjalang', que incluía investigaciones inéditas sobre el dialecto Casino como apéndice. Crowley analizó no solo el vocabulario sino también la gramática de las variedades, incluidas figuras afines comparativas y ejemplos de varios dialectos.

## Fonología

### Vocal
Las variedades de Yugambeh-Bundjalung pueden tener un sistema de vocales de 3 o 4 vocales que también contrastan en longitud, lo que resulta en 6 u 8  fonémica vocales en total.
|         | Anterior | Posterior |
| ------- | -------- | --------- |
| Cerrada | i iː     | u uː      |
| Media   | (e eː)   | u uː      |
| Abierta | a aː     | a aː      |

Alteraciones vocálicas
/a/ y /e/ son neutralizadsa como [ɛ] antes de /j/.
La vocal central baja /a/ puede estar al frente y elevado después de una consonante palatina, y respaldado después de una consonante velar.
Las vocales no acentuadas cortas pueden ser neutraliadas a la vocal central neutra schwa de manera similar al inglés.

### Consonantes
Yugambeh-Bundjalung tiene un inventario más pequeño de fonemas consonantes que el típico de la mayoría de las lenguas australianas, con solo cuatro  lugares de articulación contrastantes y solo una  lateral y una  fonema rótico.
|           | Periferal | Periferal | Laminal  | Apical |
| Bilabial  | Velar     | Palatal   | Alveolar |        |
| --------- | --------- | --------- | -------- | ------ |
| Nasal     | m ⟨m⟩     | ŋ ⟨g⟩     | ɲ ⟨ň⟩    | n ⟨n⟩  |
| Oclusiva  | b ⟨p⟩     | ɡ ⟨k⟩     | ɟ ⟨ť⟩    | d ⟨t⟩  |
| Lateral   |           |           |          | l ⟨l⟩  |
| Rótica    |           |           |          | ɾ ⟨r⟩  |
| Semivocal | w ⟨w⟩     | w ⟨w⟩     | j ⟨j⟩    |        |

Oclusivas
Aunque los símbolos IPA estándar utilizados en la transcripción del idioma son los símbolos oclusivos, estos segmentos se caracterizan mejor como ostruyentes porque se realizan con mayor frecuencia como fricativos o africados que las paradas reales. No hay contraste en Yugambeh-Bundjalung entre estos Manera de articulación.
Las variedades Yugambeh-Bundjalung no tienen contrastes de  sonorización para sus secuencias obstruentes, por lo que la literatura fonológica varía en la representación de estas consonantes. Algunos lingüistas han elegido los símbolos /p/, /k/, /c/, /t/, y otros han optado por /b/, /g/, /ɟ/, /d/. Generalmente, estas consonantes son fonéticamente sordas, excepto cuando siguen un segmento homorgánico  nasal.
Nasales
Cuando las oclusiones nasales se producen al final de la sílaba, a menudo se producen con un inicio de la parada como una variante libre.
Lateral
El fonema lateral puede aparecer como un  colgajo en lugar de una  aproximante, y algunas veces aparece pretop como una variante libre de la misma manera que las nasales.
Rótico
El fonema rótico tiene varias  realizaciones superficiales en Yugambeh-Bundjalung. Entre vocales, tiende a ser un  colgajo, aunque a veces puede ser un  aproximante, y suele ser un  trino al final de las sílabas. .
Semivocales
La existencia de semivocales en Yugambeh-Bundjalung puede discutirse, como en muchos idiomas australianos. Algunos lingüistas postulan su existencia para evitar un análisis que involucre sílabas sin inicio, que generalmente se consideran inexistentes en las lenguas australianas. Algunos fonólogos han descubierto que las semivocales se pueden reemplazar con oclusión glotal s en algunas variedades de Yugambeh-Bundjalung.

### Estrés
Yugambeh-Bundjalung es un lenguaje en tiempo de estrés y es  sensible a la cantidad, y el acento se asigna a las sílabas con vocales largas. Las vocales cortas átonas tienden a reducirse a la vocal neutra schwa.

### Estructura de sílabas
Como muchas lenguas australianas, se cree que Yugambeh-Bundjalung tiene una restricción que establece que todas las sílabas deben tener un inicio consonante. Sólo se permiten vocales como núcleo de sílaba, y pueden ser largas o cortas. La sílaba codas también está permitida, con vocales largas o cortas en el núcleo. Sin embargo, no se permite que las vocales largas aparezcan en sílabas adyacentes.

### Fonotáctica
Grupos de consonantes
Las lenguas yugambeh-bundjalung no permiten  grupos de la misma consonante, o grupos que comienzan con un fonema obstruente o terminan con una aproximante, excepto el deslizamiento labio-velar. Todos los grupos homorgánicos de obstrucción nasal ocurren en el lenguaje. Los grupos usualmente solo involucran dos segmentos, pero pueden ocurrir grupos de tres si una vocal intermedia es eliminada por algún proceso.

### Vocabulario

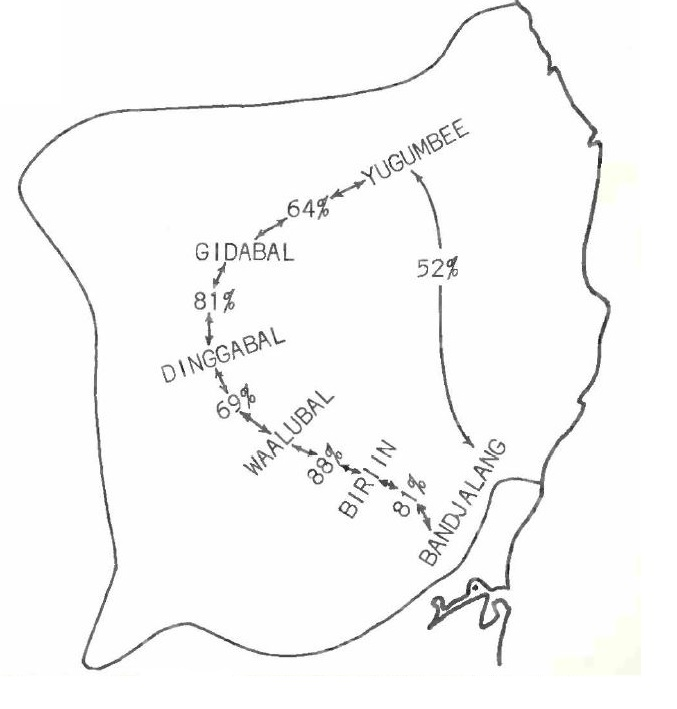
Porcentajes de análisis afines proporcionados por Crowley

La comparación afín entre los dialectos más meridionales y septentrionales, Bandjalang (propio) y Yugambeh (propio), muestra un 52% de similitud. La similitud cognada es más alta entre los dialectos dentro de las ramas, siendo típicamente ~ 80%, estos porcentajes son incluso más altos entre los dialectos Tweed-Albert en ~ 90%. Entre las ramas de la familia, esta tasa cae a ~ 60-70% entre grupos vecinos.

#### Isoglosas
Algunas diferencias de vocabulario en el vocabulario común están presentes:

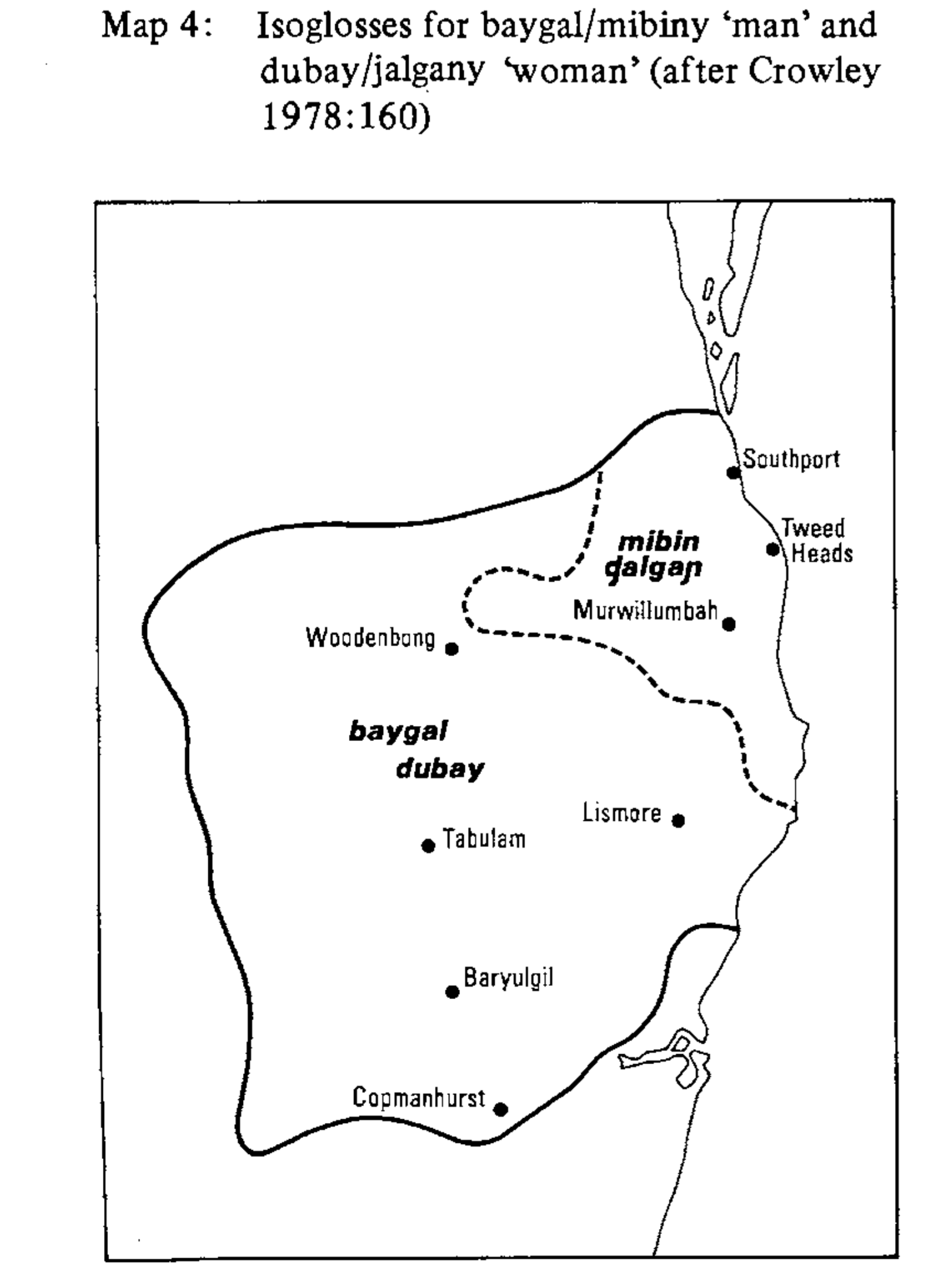
Isoglosas para hombre (Mibiny / Baygal) y mujer (Jalgan / Dubay)

"What / Something - Nyang" en las variedades del sur contrasta con "Minyang" en las variedades del norte. (Ambos se usaron en el dialecto de Lismore ubicado en el centro).
El idioma tweed-albert del norte tiene "Mibin" para hombre y "Jalgany" para mujer, en comparación con el uso de "Baygal" y "Dubay" por otras variedades, respectivamente. La diferencia en las palabras para los hombres es significativa, ya que los grupos a menudo la usan para identificación, así como también para un nombre de idioma ( Mibinah  = idioma lit.  de hombre ,  Baygalnah  = idioma lit.  de hombre).
Otro vocabulario isogloso es  Jabu (niño)  y  Mih (ojo)  que se usan en todas las ramas, excepto en el  Lengua de Clarence Medio que usa  Janagan  y  Jiyaw ' 'respectivamente.

#### Cambios de vocales
Un cambio de norte a sur de / a / a / e / (con una / i / intermitente en algunas variedades) en un vocabulario común.
Who - Ngahn / Ngihn / Ngehn
You - Wahlu / Wihlu / Wehlu
Un cambio de norte a sur de / i / a / a / (con una / e / presente intermitente en algunas variedades) que ocurre en el conjunto demostrativo.
This - Gali / Gale / Gala
That - Mali / Male / Mala
Un cambio de / a / a / u / en los dialectos Tweed-Albert.
No - Yugam / Yagam
Vegetable - Nungany / Nangany

## Gramática
La investigación de Crowley encontró una serie de diferencias gramaticales entre las variedades y los grupos, una investigación adicional de la Dra. Margaret Sharpe detalló estas diferencias más finas.

### Declinaciones de sustantivo
Todas las variedades dentro de la familia usan sufijos para declinar sustantivos, la mayoría son universales, sin embargo, hay algunas diferencias conmovedoras. Existe un sistema complejo en el que los sufijos se clasifican en órdenes, con el orden y el uso regidos por reglas universales.

### Locativo
Existe una forma pasada y no pasada del locativo en githabul, yugambeh y minyangbal.

### Abesivo
El abesivo -Djam está presente en Yugambeh y Githabul, y se usa en sustantivos y verbos (el uso en verbos no ocurre más al sur).

### Género
Un sistema de marcar cuatro géneros gramaticales (2 Animado - humano y animal, y 2 Inanimado - arbóreo y neutro) con el uso de sufijos está presente en 3 de los grupos. Las formas morfológicas y el uso de estos sufijos de género varían entre los grupos, con algunos dialectos que marcan tanto demostrativos como adjetivos, otros marcan únicamente adjetivos.

### Morfología verbal
El uso extensivo de sufijos se extiende también a los verbos, el sistema de sufijos es el mismo en todo el grupo de idiomas con algunas diferencias menores.
El aspecto inminente (usado en otras variedades para la mayoría de los casos que usan el tiempo futuro en inglés) ha cambiado en el idioma tweed-albert a un modo irrealis, ahora denota el estado de ánimo potencial, mientras que el aspecto continuo en conjunción con una palabra de tiempo ahora se usa para situaciones de tiempo futuro.
Ejemplo de diferencias en el uso del sufijo -hny.
Yugambeh (Propio)
El sufijo intencional es -yah en los idiomas Tweed-Albert y Condamine-Upper Clarence, mientras que es -gu en las otras dos ramas.

## Vocabulario
| #                 |                |                                                |           | |             |
| #                 | Nombre/palabra | Pronunciación                                  | Sinónimos | Dialecto | Significado |
| ----------------- | -------------- | ---------------------------------------------- | --------- | --- | ----------- |
| 1                 |                |                                                |           | |             |
| Ballina           |                |                                                | español   | Corrupción accidental o deliberada de las palabras aborígenes 'Bullinah y Boolinah' y / o 'Balloona, Balloonah, Balluna, Bullenah, Bullina y Bulluna'.                                  |             |
| 2                 |                |                                                |           | |             |
| Bullenah          |                | Balluna, Bullina, Bulluna, Balloona, Balloonah |           | 'Sangre que corre de los heridos' o 'El lugar de la muerte' o 'El lugar de los heridos después de una pelea' o 'El lugar donde se libró una batalla y se encontró a la gente muriendo'. |             |
| 3                 |                |                                                |           | |             |
| Bullen-bullen     | "Bul-na"       |                                                |           | 'Una pelea'. |             |
| 4                 |                |                                                |           | |             |
| Bulun             |                |                                                |           | 'Río'. |             |
| 5                 |                |                                                |           | |             |
| Bullinah          |                | Boolinah                                       |           | 'Lugar de muchas ostras'. |             |
| 6                 |                |                                                |           | |             |
| Cooriki           |                | Gurigay, Hooraki, Kurrachee                    |           | 'El encuentro de las aguas'. |             |
| 7                 |                |                                                |           | |             |
| Coraki            |                |                                                | español   | Corrupción accidental o deliberada de las palabras aborígenes 'Kurrachee', 'Gurigay', 'Hooraki' & 'Cooriki'                                                                             |             |
| 8                 |                |                                                |           | |             |
| Dahbalam          |                | Tabulam                                        | Galibal   | |             |
| 9                 |                |                                                |           | |             |
| Gunya             |                |                                                |           | 'Una casa nativa tradicional, hecha de madera y corteza.'. |             |
| 10                |                |                                                |           | |             |
| Gum               |                |                                                | Ngarakwal | Cruce |             |
| 11                |                |                                                |           | |             |
| Gummin            |                |                                                |           | 'es decir, la madre del padre'. |             |
| 12                |                |                                                |           | |             |
| Gummingarr        |                |                                                |           | 'Terrenos para acampar en invierno'. |             |
| 13                |                |                                                |           | |             |
| Jurbihls          |                | Djuribil                                       | Githabul  | 'Se refiere tanto a un sitio como al espíritu que reside allí.'. |             |
| 14                |                |                                                |           | |             |
| Maniworkan        |                |                                                |           | 'El lugar donde se encuentra la ciudad de Woodburn.'. |             |
| 15                |                |                                                |           | |             |
| Nguthungali-garda |                |                                                | Githabul  | 'Espíritus de nuestros abuelos'. |             |
| 16                |                |                                                |           | |             |
| Uki               | "Yoo-k-eye"    |                                                |           | 'Un helecho acuático con raíces comestibles.'. |             |
| 17                |                |                                                |           | |             |
| Wollumbin         |                |                                                | Ngarakwal | 'Patriarca de las montañas ',' Jefe de combate ',' Lugar de muerte y agonía ',' Sitio en el que se encuentra uno de los principales guerreros 'o' Atrapasueños'.                        |             |
| 18                |                |                                                |           | |             |
| Woodenbong        |                |                                                |           | 'Patos de madera en el agua'. |             |
| 19                |                |                                                |           | |             |
| Wulambiny Momoli  |                | Mount Warning                                  | Ngarakwal | 'Turkey Nest'. |             |

| #        |                |                   |           |                                                                                           |             |
| #        | nombre/palabra | Pronunciación     | Sin´nimos | Dialecto                                                                                  | Significado |
| -------- | -------------- | ----------------- | --------- | ----------------------------------------------------------------------------------------- | ----------- |
| 1        |                |                   |           |                                                                                           |             |
| Dirawong | Dira-wong      | Dirawonga, Goanna |           | Espíritu del Ser Creador que se parecía a una Goanna pero se comportaba como los humanos. |             |

| #          |               |               |                        | |             |
| #          | Nobre/palabra | Pronunciación | Sinónimos              | Dialecto | Significado |
| ---------- | ------------- | ------------- | ---------------------- | --- | ----------- |
| 1          |               |               |                        | |             |
| Weeum      | Wee-um        |               |                        | 'Clever Man 'también conocido como' Hombre de alto grado de iniciación'. |             |
| 2          |               |               |                        | |             |
| Wuyun Gali | Wu-yun Ga-li  |               |                        | 'Clever Man 'también conocido como' Doctor' |             |
| 3          |               |               |                        | |             |
| Cooradgi   |               |               | Gidhabal and Dinggabal | 'Hombres inteligentes de la tribu' que podían lanzar hechizos de sueño o enfermedad del sueño (maldición de Hoop Pine) como represalia contra los infractores de la ley tribal, los códigos tribales, los enemigos o las malas influencias espirituales. El ritual coincidió con el procedimiento de punción de huesos común entre las tribus aborígenes de Australia. |             |

| #             |                 |               |           |             |             |
| #             | Nobre/palabra   | Pronunciación | Sinónimos | Dialecto    | Significado |
| ------------- | --------------- | ------------- | --------- | ----------- | ----------- |
| 1             |                 |               |           |             |             |
| Jullum        | Jul-lum         | Jellum        |           | Pescado.    |             |
| 2             |                 |               |           |             |             |
| Ngumagal      | Ngu-ma-gal      |               |           | Goanna.     |             |
| 3             |                 |               |           |             |             |
| Yabbra        | Yab-bra         |               |           | Pájaro.     |             |
| 4             |                 |               |           |             |             |
| Wudgie-Wudgie | Wud-gie-Wud-gie |               |           | Cedro rojo. |             |